# Peter C. Gøtzsche
Peter Christian Gøtzsche (født 26. november 1949) er en dansk læge, dr.med., og forsker, der bl.a. har gjort sig bemærket med en række kritiske skrifter mod lægemiddelindustrien. Indtil september 2018 var han også bestyrelsesmedlem i det internationale Cochrane.
Gøtzsche blev cand.scient. i biologi og kemi i 1974. Mellem 1975 og 1983 arbejdede han i lægemiddelindustri. I 1984 fik han en uddannelse som læge. Han blev derefter speciallæge i intern medicin og arbejdede mellem 1984 og 1995 på hospitaler i københavnsområdet. I 2010 blev han professor ved Københavns Universitet. Universitetet har siden tilbagetrukket Gøtzsche's professorat.

## Cochrane-samarbejdet
I 1993 var han medgrundlægger af Cochrane-samarbejdet og etablerede samme år Det Nordiske Cochrane Center ved Rigshospitalet.  I 2017 blev han valgt til Cochrane Governing Board.. 
14. september 2018 blev Gøtzsche ekskluderet af det internationale Cochrane-samarbejde, med baggrund i hans adfærd, som blev betegnet som modstridigt med organisationens formål.
Som Cochrane-forsker beskæftigede Gøtzsche sig med metodologiske emner i forbindelse med forskningsvurdering og -rapportering, herunder emner såsom spøgelsesforfatterskaber
og blinding.

## Kritik af medicinalindustrien og psykiatrien
I 2013 udgav han en bog på både engelsk og dansk med en skarp kritik rettet specielt mod medicinalindustrien. På dansk blev den udgivet med titlen Dødelig medicin og organiseret kriminalitet og undertitlen Hvordan medicinalindustrien har korrumperet sundhedsvæsenet  på People'sPress.
I 2015 udgav han bogen Dødelig psykiatri og organiseret fornægtelse på samme forlag. En bog der postulerer at psykofarmaka gør mere skade end gavn og er den tredjehyppigste dødsårsag i USA og Europa med over en halv million dødsfald årligt. 
Peter Gøtzsche er blevet udsat for skarp kritik af sine bøger og udtalelser.
 Kritikken kommer både fra førende eksperter indenfor området, og Cochrane-samarbejdet.